# María Rosa (bailaora)
María Rosa Orad Aragón (Andújar, Jaén, 31 de octubre de 1937), más conocida como María Rosa, es una bailaora y directora de ballet española.

## Biografía
Nació en Andújar, Jaén, siendo hija del militar Urbano Orad de la Torre (1904-17/11/1982) y de Josefa Aragón Sanz (1914-8/10/2003). Comenzó sus estudios de danza española y flamenco en Sevilla con Elisa Albéniz y Enrique El Cojo. Debutó con ocho años en el Teatro San Fernando de Sevilla con el Ballet Galas Juveniles, presentándose en 1948 en el Teatro Fontalba de Madrid con "Los Chavalillos Sevillanos". Después de actuar en Roma y de nuevo en Madrid, María Rosa ingresó en la Compañía de Concha Piquer en 1957. Dio recitales de danza con Caracolillo por Francia, Inglaterra y Estados Unidos. Estudió danza clásica con Héctor Zaraspe y en 1962, tras diferentes giras por San Francisco, Los Ángeles y Berlín, se unió a la Compañía de Antonio, donde permaneció como primera bailarina hasta 1964. Ese mismo año formó su propio grupo, el Ballet Español de María Rosa, con el que ha recorrido Europa, Oriente Medio, Rusia, Japón, Estados Unidos y Sudamérica. 
Contrajo matrimonio con el matador de toros Óscar Cruz Manrique (1936-11/01/1985), con el que procreó una hija Patricia Cruz Orad.
Ha sido galardonada con la Giralda de Plata de Sevilla, Premio a la Mejor Bailarina de la Cadena Azul de Radio (1967), Medalla de Plata al Mérito Turístico, Tunjo de Oro y Esmeraldas de Colombia, Medalla de Oro del Círculo de Bellas Artes de Madrid, Medalla al Mérito Artístico del Ayuntamiento de Madrid (1994), Medalla de Oro al Mérito en las Bellas Artes (1997), Medalla de Oro al Mérito en el Trabajo (2011) y la Medalla de Andalucía (2013).